# Valentino Battisti
Valentino Battisti (Milano, 8 febbraio 1959 – Milano, 22 maggio 2019) è stato un cestista italiano.

## Palmarès
- Campionato italiano: 1

Virtus Bologna: 1994-95